# Masia del Barretet
La Masia del Barretet és una masia situada al municipi de Bellmunt d'Urgell, a la comarca catalana de la Noguera., a 277 metres d'altitud.